# 北海道立産業共進会場

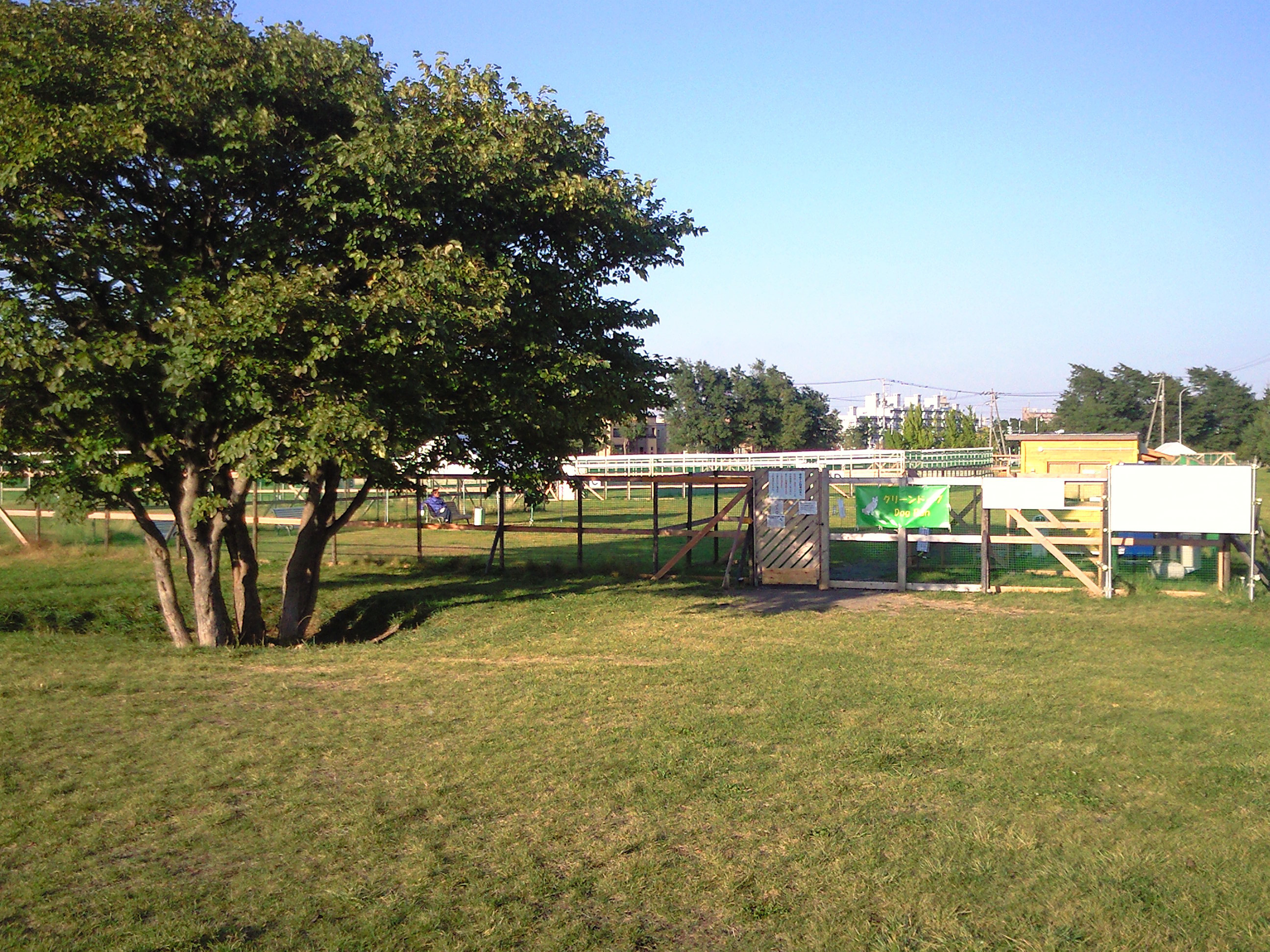
グリーンドッグ

北海道立産業共進会場（ほっかいどうりつさんぎょうきょうしんかいじょう、1972年7月開場 - 2016年3月31日閉鎖）は、北海道札幌市豊平区にあった施設。愛称は「月寒グリーンドーム」。

## 概要
1968年の北海道百年記念事業の一環として天候に左右されない家畜共進会の開催を目的に1967年から建設の検討を開始し、日本には常設の共進会場がないことからアメリカ・ウィスコンシン州の「デーン・カウンティ記念館」（en）を参考に設計し1970年より建設に着手、1972年7月に開業。北海道農政部の所管で運営され、日本初の総合畜産共進会場として、4年ごとに開かれる「北海道総合畜産共進会」や競走馬の競り市といった畜産関係の催事場としての利用を主目的として館外には牛馬をつなぐ設備も設けられた。
また、北海道における産業の振興および生活文化の向上を図る事を目的に多目的な使用も想定されており博覧会、スポーツ、コンサート、各種見本市、自動車販売等の畜産以外の各種イベントにも使用され、札幌市内最大のホールが2,300人程度の定員だったのに対し本会場は3,500-4,000人規模の収容力を擁しており、通年利用可能なアリーナ会場として北海道立総合体育センターや札幌ドームの完成までは国内外の有名歌手のコンサート会場にも用いられた。その一方で周辺の宅地化が進展するに伴い家畜の臭いへの苦情も生じ1986年を最後に畜産関係の利用を終了。
愛称「月寒グリーンドーム」は、所在地名「月寒」と公園周辺の芝生をイメージした「グリーンドーム」、ドーム型の建物を表す「ドーム」を合わせたものとして畜産関係以外での利用の増加を受けてイメージ向上を目的に制定されたもので屋根の色は白色となっている。
2009年（平成21年）9月には、施設の老朽化が進み維持管理の負担が増加する一方で建設当時と比べ大規模屋内施設が増加したことを理由に2015年度（平成27年）を目処に廃止する方針を固め、2016年（平成28年）3月31日に閉鎖された。
2016年（平成28年）度中に売却及び解体を検討するとしていたが、最終的に2018年（平成30年）4月末時点で建物は解体。
跡地のうち44,000平米には大和リースが手掛ける大型商業施設が2019年（令和元年）6月に完成する予定とし、「ブランチ札幌月寒」として2019年7月19日に一部先行開業し10月23日に全面開業した。未活用の約7万9千平米の市有地にはアクセスサッポロの後継となる展示・見本市会場の整備が計画されており、2027年（令和9年）の竣工、同年9月供用開始を予定している。

## 施設概略
- 敷地面積:122,700.8m2[2][3][13]
- 建築面積:6,641.9m2[2][3]
- 延床面積:8,132.06m2(1F 6040.44m2,2F 2091.62m2)[2][3]
- アリーナ面積:2,532m2（最長65m×54m）[3]

バレーボール・バスケットボール・ハンドボール・フットサル・テニス・格闘技・体操などといった屋内競技・展示会に利用できる。
- 駐車場:約2000台[2][4]

## 沿革
- 1970年（昭和45年）8月24日 - 起工式開催[20]。
- 1972年（昭和47年）7月22日 - 開館、初のイベントとして北海道新聞社・札幌市・北海道商工会議所連合会による「環境産業展」（7月22日-8月6日）を開催[21][22][23]。
- 1977年（昭和52年）- 中華人民共和国展覧会（北海道中国展）開催[24]。
- 1979年（昭和54年）12月6日 - 初の大型コンサートとしてエリック・クラプトン公演を開催[1][25]。
- 1982年（昭和57年） - '82北海道博覧会開催[26]。
- 1985年（昭和60年）7月 - 愛称「月寒グリーンドーム」を制定[6]。
- 1988年（昭和63年） - 世界・食の祭典開催[27]。
- 1992年（平成4年） - コミュニケーションワールド'92 北海道2000（コム博）開催[28]。
- 2006年（平成18年） - 指定管理者制度を導入し、北海道体育文化協会の管理運営となる[29]。
- 2007年（平成19年）
  - 日本バスケットボールリーグのレラカムイ北海道のメインアリーナとして使用開始。
  - 9月1日 - 命名権を不動産会社であるアルファコート株式会社に売却して愛称を「月寒アルファコートドーム」に変更[30]。
  - 9月、面積9,000m2の屋外型有料ドッグラン「グリーンドッグ」新設[31][32]。
- 2010年（平成22年）4月 - 命名権をリフォーム請負会社の北翔クロテック株式会社に売却して「北翔クロテック月寒ドーム」に変更[33]。
- 2012年（平成24年）12月10日 - 同社の命名権が不祥事により解除され、翌日より愛称が「月寒グリーンドーム」に戻された[注釈 2]。
- 2014年（平成26年）4月21日 - 命名権を道内で家電量販店ケーズデンキを展開するデンコードー（宮城県名取市）に売却して同日より愛称を「ケーズデンキ月寒ドーム」に変更[36]。
- 2016年（平成28年）3月31日 - 閉鎖[5]。
- 2018年（平成30年）4月19日[37] - 5月 - 解体工事実施。
- 2019年（令和元年）10月23日 - 跡地に「ブランチ札幌月寒」を全面開業[38]。

## 交通
- 札幌市営地下鉄東西線 - 南郷13丁目駅下車 → 徒歩20分
- 札幌市営地下鉄東豊線 - 月寒中央駅下車 → 徒歩15分
- 札幌市営地下鉄東豊線 - 福住駅下車 → 北海道中央バス（64・月64）「月寒グリーンドーム[注釈 3]」下車 → 徒歩5分

## 周辺
- 札幌ドーム
- スーパースポーツゼビオドーム札幌月寒店
- 北海道農業専門学校
- ツキサップじんぎすかんクラブ
- 月寒東ショッピングセンター
- 共進橋 - 本施設に因んで名付けられた月寒川に架かる白石・藻岩通の橋梁、1971年10月竣工[40]。

## 参考資料
- ケーズデンキ月寒ドーム ご利用ガイド (PDF) （北海道体育文化協会）